# Svarta Sara (ost)
Svarta Sara, på danska Sorte Sara, är en mellanlagrad halvmjuk kittost av danskt ursprung. Den är en typ av Danbo-ost.